# Der Fall Dr. Wagner
Der Fall Dr. Wagner ist ein deutscher Kriminalfilm der DEFA von Harald Mannl aus dem Jahr 1954.

## Handlung
Dr. Kurt Wagner arbeitet als Wissenschaftler im VEB Astra. Er hat lange Zeit an einer Erfindung gearbeitet, die den stets aus dem Westen importierten Kupferdraht ersetzen und so die Wirtschaft im Osten unabhängiger vom Westen machen soll. Es handelt sich um einen Lack, den Wagner Isolon nennen will. Erste Tests zeigen jedoch, dass Isolon nicht nutzbar ist, da es bereits geringen Biegevorgängen nicht standhält. Wagner ist ratlos. Er weiß nicht, dass sein engster Mitarbeiter Rudolf Neumann seine Versuche heimlich manipuliert und die Zusammensetzung des Isolon nicht den Vorgaben Wagners entspricht. Neumann arbeitet für Auftraggeber in West-Berlin, die vom zwielichtigen Feder organisiert werden. Neumanns Helfer bei Astra ist Fahrer Erich Rückert, der früher als Stabsfeldwebel im Zweiten Weltkrieg aktiv war. Er erhofft sich vom Westen Geld und Reputation, Neumann hingegen eine Stelle als Chefchemiker in Ludwigshafen am Rhein. Beide werden von ihren Auftraggebern jedoch hingehalten. Zunächst will man im Westen Ergebnisse sehen.
Neumann soll verhindern, dass Isolon tatsächlich entwickelt wird. Da er befürchtet, Wagner werde die Probelacke zur Kontrollanalyse ins Elektrochemische Institut schicken und so erfahren, dass die Zusammensetzung manipuliert wurde, soll er Wagner auf Anweisung Feders hin zur Flucht in den Westen bringen. Gemeinsam mit Rückert beginnt er, Wagner anonym anzurufen und ihm einzureden, dass man ihm im Werk misstraue. Angeblich glaube man, dass Wagner die Proben absichtlich manipuliere. Wagner nimmt die Anrufe zunächst nicht ernst.
Seine Tochter Inge hat sich auf der Universität in ihren ehemaligen Kommilitonen Hans Henning verliebt. Er ist gerade mit dem Studium fertig geworden und bewirbt sich erfolgreich als Assistent Wagners bei Astra. Inge ist begeistert, doch wird Wagner mit einem anonymen Anruf mitgeteilt, dass Henning nur eingestellt wurde, um ihn zu bespitzeln. Er begegnet dem jungen Mann nun mit Misstrauen und redet Inge ein, dass auch seine Liebe zu ihr nur gelogen ist. Inge wendet sich von Henning ab. Weitere anonyme Anrufe behaupten, ein Kollege sei verhaftet worden – in Wirklichkeit befindet er sich auf einer Weiterbildung, doch Wagner erfährt auf Nachfrage nur, dass er nicht mehr da ist. Auch er stünde kurz vor einer Verhaftung, warnen weitere Anrufe. Neumann gelingt es, heimlich Abdrücke von Wagners Wohnungsschlüsseln zu machen. Er lässt Rückert in Wagners Wohnung einbrechen und dort für Chaos sorgen. Am Telefon hört Wagner wenig später, dass er nicht nach Hause gehen solle, da eine Hausdurchsuchung stattfindet. In Panik holt Wagner Inge von der Hochschule ab und bestellt seine Frau Rita zum Bahnhof. Ohne Gepäck flieht die Familie nach West-Berlin. Dort sind Feder und seine Männer wenig erfreut. Sie hatten angenommen, dass Wagner mit den Unterlagen über Isolon in den Westen gehen würde. Sie haben kein Interesse an der Erfindung, sondern wollen nur nicht, dass sie im Osten zur Produktionsreife gebracht wird. Wagner ist ohne diese Papiere für sie wertlos. Sie organisieren ihm eine Unterkunft, lassen ihn jedoch über seine weitere berufliche Laufbahn im Unklaren.
In Ost-Berlin glauben die Verantwortlichen im Astra-Werk zunächst, Wagner habe selbst Sabotage betrieben, weil er schon lange vom Westen angeworben worden sei. Henning jedoch begibt sich auf die Suche nach Inge, die er nach wie vor liebt. Er trifft sie nach einiger Zeit an und erfährt von ihr von den Drohanrufen. Gemeinsam gehen sie zur Polizei und stoßen eine Aufklärung des Falls Wagner an. Unterdessen wird Neumann von Feder beauftragt, eine Kopie der Papiere um Isolon zu besorgen. Beim Verstecken der Papiere in einem „Trümmerbriefkasten“ wird Neumann verhaftet. Auch der Agent der Gegenseite kann wenig später festgenommen werden. Es fehlt jedoch noch Neumanns Helfer im Werk. Der junge Arbeiter Karlchen kann helfen. Er ist seit längerem auf der Suche nach seinem vermissten Vater. Neumann riet ihm, beim RIAS eine Suchanzeige aufzugeben. So war Karlchen regelmäßig beim RIAS, der Hauptgeschäftsstelle von Feder und seinen Leuten. Eines Tages wird er aufgefordert, bei seiner Rückkehr ins Werk einen Karton mitzunehmen, der eine Bombe enthält. Er soll den Zeitzünder aktivieren, wenn er Feierabend macht. Zunächst weigert sich Karlchen, sieht jedoch im Nebenraum Rückert mit einem gleichen Päckchen sitzen. Sofort erklärt er sich bereit, die Aufgabe auszuführen und liefert die Bombe bei seiner Rückkehr bei der Polizei ab, die gerade im Werk ist. Er kann so auch berichten, dass Rückert der gesuchte Mittäter Neumanns ist. Rückert gibt nach langem Verhör seine Taten zu, Neumann hat bereits gestanden. Dr. Wagner ist rehabilitiert und wird ins Werk zurückkehren, wo die Kollegen ihn schon erwarten. Wagner erkennt, dass er Henning Unrecht getan hat und hat nun auch gegen eine Beziehung des jungen Mannes mit Inge nichts mehr einzuwenden.

## Produktion
Der Fall Dr. Wagner wurde 1954 gedreht. Regisseur war der Münchner Harald Mannl, der hier seinen ersten von zwei Filmen für die DEFA schuf. Er war zudem der einzige Gast-Regisseur der DEFA, der einen dezidiert politischen Film drehte. Mannl übernahm im Film die Hauptrolle des Dr. Wagner.
Der Film entstand im Studio Babelsberg mit Außenaufnahmen aus Berlin und Umgebung. Die Kostüme schuf Rosemarie Wandelt, das Szenenbild stammt von Alfred Tolle. Als Produktionsleiter fungierte Alexander Lösche.
Der Fall Dr. Wagner erlebte am 8. Oktober 1954 im Berliner Kino Babylon und im DEFA-Filmtheater Kastanienallee seine Premiere. Am 5. November 1954 lief er auf DFF 1 erstmals im Fernsehen der DDR. Ein Alternativtitel des Films lautete Verschwörung.

## Kritik
Die zeitgenössische Kritik nannte das Drehbuch „nicht ungeschickt […] angelegt“. Dennoch sei der Film durchschnittlich, weil die Darsteller die Qualitäten des Drehbuchs nicht nutzten.
Der film-dienst lobte, dass Der Fall Dr. Wagner „partiell das starre Schwarz-Weiß-Muster aufbricht und im Osten existente Ängste wie die Furcht vor einer ungerechtfertigten Anklage thematisiert.“